# Curtiss JN-4 Jenny
Кёртисс JN-4 (Curtiss JN-4) — учебно-тренировочный биплан. Выпускался фирмой «Кёртисс» (Curtiss Aeroplane and Motor Co.). Всего было построено свыше 6 тысяч самолётов Кертисс JN-4.
Кёртисс JN-4 — это самый известный американский учебный самолет 20-х — 30-х годов. Многие американцы начали свой путь в небо на этих «Дженни». Собственно в Америке он так же известен, как и De Havilland DH 82 Tiger Moth в Великобритании.

## История создания
Семейство самолетов Curtiss JN было создано на базе конструкций двух бипланов, выпускавшихся фирмой "Curtiss" - "Curtiss J" и "Curtiss N". Эти самолеты имели одинаковый фюзеляж и двигатель, но различались профилем крыла и системой управления. На их базе Гленн Кёртисс решил создать новый учебный самолет, который объединил бы в себе лучшие качества обоих самолетов.
Новый самолет Curtiss JN был изготовлен в 1915 году и получил прозвище Jenny. Curtiss JN был продемонстрирован, получил одобрение от Пентагона и был принят на вооружение US Army и US Navy. На производство этого самолета Конгресс США выделил 650 млн долларов. И в этом же году самолет запустили в серийное производство.

## Производство и модификации Curtiss JN-4
Первый самолет серии JN-1 был выпущен в 1915 году в одном экземпляре. 
JN-2 модификация с крыльями разного размаха и на каждом крыле были установлены элероны. В US Army было поставлено восемь самолетов.
JN-3 вариант с верхним крылом большего размаха и элеронами на верхнем крыле. Для этой версии было разработано новое шасси с отсутствием антикапотажных лыж. Была изменена система управления - штурвал для управления элеронами и ножная педаль для рулей. Было построено 104 самолета. Эта модель изготавливалась на заводе Кёртисса  и на канадском заводе в Торонто.
- JN-4. Первые самолеты были идентичными JN-3 и отличались более мощными двигателями. Для US Army было поставлено 21 самолет и 105 самолетов для Королевских вооруженных сил Великобритании, кроме того самолеты поставлялись в авиашколы и частным лицам. Всего было изготовлено 701 самолет[2].

- JN-4A. В конструкции этой модификации учтены замечания при эксплуатации JN-4.  Увеличено хвостовое оперение, элероны установили на обоих крыльях, двигатель был установлен наклонно, были внедрены и другие улучшения конструкции.  Всего выпущен 781 самолет в США и 97 в Канаде[2].
- JN-4B. Эта версия с двигателем OX-2, изменена форма фюзеляжа, увеличен стабилизатор, элероны только на верхнем крыле. Всего было построено 76 штук для американской армии и 9 штук для флота. Несколько экземпляров было продано в виде планеров без двигателя. Выпускался с конца 1916 года[1].
- JN-4C. Экспериментальная версия с крылом нового профиля. Построено 2 экземпляра.
- JN-4 Canuck. Канадская версия JN-4. Модификация разработанная в Канаде предприятием Canadian Aeroplanes Ltd на базе JN-3. Самолет имел облегченную структуру, элероны на обоих (верхних и нижних) крыльях, нижнее крыло отличной от обычной JN-4 формы, а также другие формы стабилизатора, руля высоты и руля направления. Оперение имело металлический каркас. Взлетный вес самолета 871 кг. Отличие структуры от обычной «Дженни» привело к большему количеству происшествий, связанных со структурной прочностью. Для обычной серийной «Дженни» такого количества инцидентов, связанных с недостаточной прочностью не наблюдалось.  Всего было изготовлен 1260 экземпляров. Некоторые самолеты оборудовались третьей кабиной. Эксплуатировались в канадских ВВС до 1924 года. Самолеты, находившиеся в частных владениях продолжали эксплуатировать и в 1930-х годах[1].

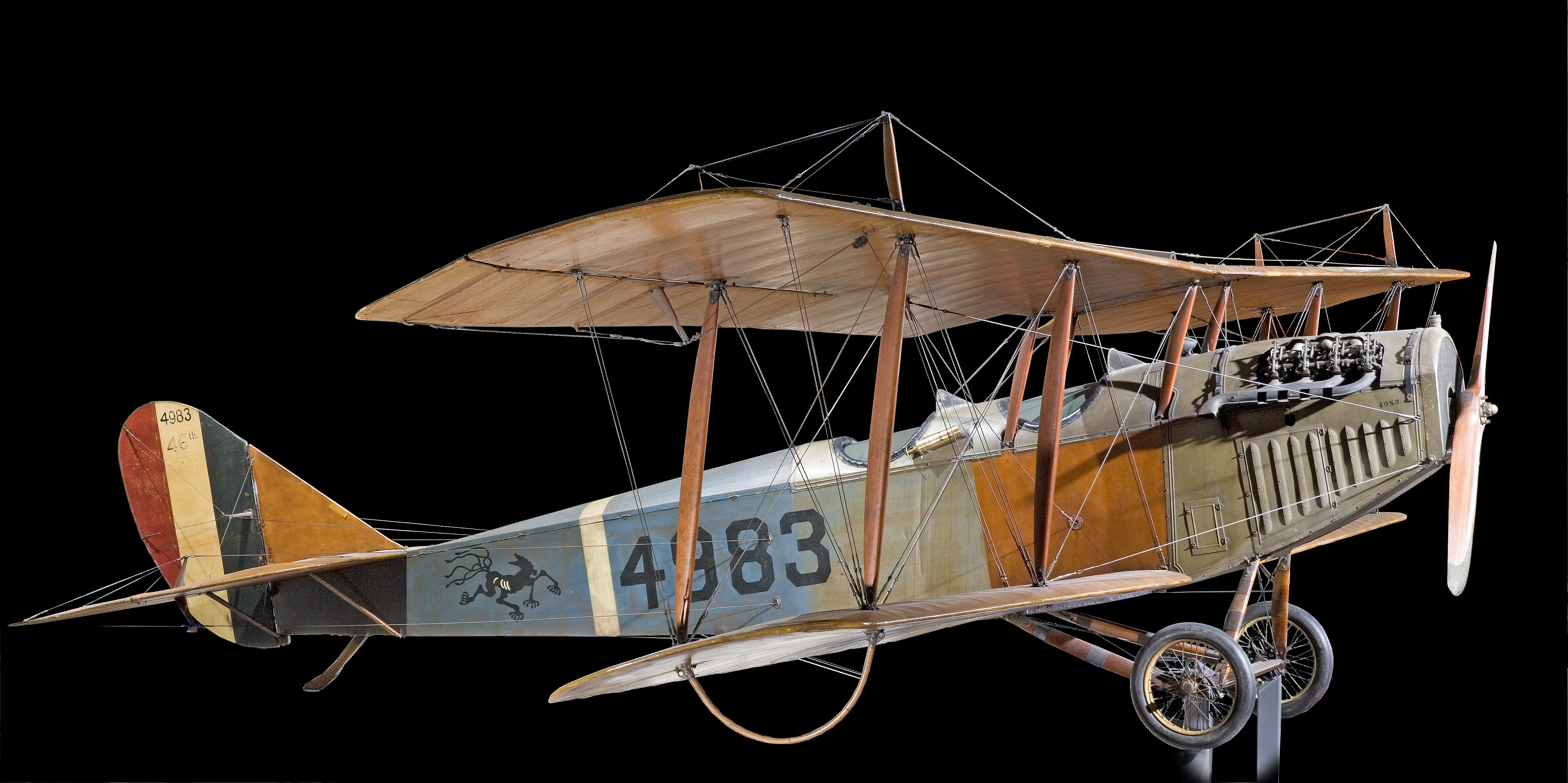
Curtiss JN-4D Jenny

- JN-4D. Самая массовая модификация выпускалась и июля 1917 года. Улучшенная версия JN-4. Применен управляющий рычаг от канадской версии «Дженни». С ноября 1917 года по январь 1919  было построено 2812 самолетов. Заводы Кёртисса не справлялись с огромным количеством заказов, к выполнению заказа было привлечено еще шесть американских фирм и канадская, которые изготавливали JN-4D по лицензии.
  - JN-4D-2. Прототип. Двигатель был смещен вниз для получения более низкой точки приложения тяги. Был изготовлен 101 самолет[1].
- JN-4H. От предыдущей модификации отличался двигателем Hispano-Suiza 8 V-8 большей мощности 150 л.с. и надежности, имел усиленный фюзеляж и больший носовой радиатор.  Запас топлива был увеличен до 117,3 л за счет установки дополнительного крыльевого бака в верхнем центроплане крыла.. Начало производства январь 1918 года.. Построено 929 самолетов.  Эта модификация имела несколько специализированных версий
  - JN-4HT. Учебный со сдвоенный управлением.
  - JN-4HB. Учебный бомбардировщик с подвесками для пяти бомб.
  - JN-4HG. Учебный для стрелков, был оснащен пулемётами или фотопулеметами..
  - JN-4HM. Связная версия JN-4HT. Оснащен двигателем Wright-Hisso E 150 лс (112 киловатт), 6 самолетов были впоследствии переоборудованы. Использовались для первых полетов американской воздушной почты US Air Mail (май-август 1918).
- JN-5H. Неудачное улучшение JN-4H. Учебно-тренировочный биплан был построен по требованию военных. Имел укороченные крылья равного размаха  и измененное вертикальное оперение. Построен один экземпляр в марте 1918 года[2].
- JN-6. Улучшенная версия JN-5. Серия учебно-тренировочных самолетов с четырьмя элеронами усиленной системой управления элеронами.

Армия США приобрела 1035 самолетов версии JN-6 в нескольких вариантах:
- JN-6H. Улучшенная версия JN-6 с установкой элеронов на нижнем крыле.
  - JN-6BH. Учебный бомбардировщик с одинарной системой управления для тренировки в бомбометании.
  - JN-6HG-1. Учебно-тренировочный самолет с дублированной системой управления. 560 переделано от JN-6, 34 для американского флота.
  - JN-6HG-2. Учебный самолет с одинарной системой управления самолет для тренировки стрелков.
  - JN-6HO. Учебный самолет с одинарной системой управления для тренировки разведчиков-наблюдателей.
  - JN-6HP. Учебный самолет с одинарной системой управления для тренировки летчиков истребителей-перехватчиков[1].

К моменту окончания Первой Мировой войны общее количество экземпляров всех версий Curtiss JN, построенных всеми заводами, составило 6813  самолетов. Всего же было произведено планеров и двигателей, достаточных для сборки самолетов, порядка 9000 экземпляров. В условиях послевоенной экономии военного бюджета, Армия США вынуждена была делать ставку на модернизацию уже имеющегося парка самолетов, а не закупать новые.
- JNS. Стандартизированная версия «Дженни» (S — standart). В течение ранних послевоенных лет (20-е — 30-е годы) 200 или 300 армейских «Дженни» были переоборудованы согласно существующим стандартам и модернизированы. На всех модернизированных самолетах были установлены двигатели Hispano-Suiza мощностью 180 л.с.

С 1919 года большое количество самолетов "Jenny" приобреталось частными владельцами, что способствовало становлению гражданской авиации США.

## Конструкция
Цельнодеревянный одномоторный двухместный биплан классической схемы с неубирающимся шасси.
Фюзеляж - прямоугольного сечения. Силовой каркас планера представляет собой деревянную ферму из ели и ясеня, усиленный проволочными расчалками. Обшивка фюзеляжа в передней части фанерная, а от задней части кабины до хвостовой части алюминиевая. Носовая часть фюзеляжа закрыта алюминиевым кожухом.     
Крыло - цельнодеревянная бипланах коробка, размах верхнего крыла больше нижнего. Обтекаемые стойки соединяющие крылья бипланной коробки изготавливались из ели, растяжки из стальной проволоки. Каркас крыла деревянные два лонжерона и нервюры. Обшивка  - фанера. Механизация крыла элероны.     
Хвостовое оперение - цельнодеревянное однокилевое классической схемы. Горизонтальное оперение - подкосный стабилизатор, трапециевидный в плане, и руль высоты. Подкосы из стальных труб. Вертикальное оперение - киль и руль направления. Руль направления крепится к килю на трех петлях. Каркас  оперения деревянный, обшивка полотно. Рули имеют отклонение +/- 30 градусов.     
Шасси - двухопорное с хвостовым костылем. Стойки опор имеют V-образную форму, соединенные осью, на концах которой установлено по одному колесу с шинами низкого давления. Амортизация резиновый жгут.      
Силовая установка - 8-цилиндровый V-образный поршневой двигатель жидкостного охлаждения Curtiss OX-5 мощностью 90 л.с. Воздушный винт деревянный двухлопастный.      
В зависимости от модификаций самолета устанавливались различные двигатели.     
Управление - тросовое.     

## Эксплуатация
Curtiss Jenny был основным учебно-тренировочным самолетом обучения американских и канадских военных пилотов во время Первой Мировой войны. Этот самолет также применялся для обучения пилотов вооруженных сил Австралии, Аргентины, Бразилии, Великобритании, Китая и Кубы. 
Известны случаи применения Curtiss Jenny в боевых операциях. В 1916 году несколько самолетов участвовали в карательной экспедиции в Мексике, а в ноябре 1926 года этот самолет использовался в качестве бомбардировщика во время разборки гангстерских банд в штате Иллинойс. В конце 1918 года четверка самолетов "Jenny" выполнила трансконтинентальный перелет, без единой вынужденной посадки, в очередной раз зарекомендовав себя надежным самолетом.  
В 1918 году почтовое ведомство США выбрало Curtiss JN-4HM в качестве основного самолета для обслуживания почтовых линий. Также самолету принадлежит заслуга в открытии авиапочты в Канаде. После окончания войны большое количество военных самолетов было распродано по "бросовым" ценам. Этим воспользовались многие частные лица. К 1920-му году 42% гражданского воздушного флота США составляли Curtiss Jenny. В США самолет эксплуатировали более трех десятков компаний. Эксплуатация самолета продолжалось до 1927 года, когда в США ввели новые правила перевозок, которым самолет уже не соответствовал. Частные владельцы самолетов использовали их для демонстраци различных трюков на авиашоу и ярмарках.  
На сегодняшний день самолет"Jenny" самый многочисленный из сохранившихся подлинных летных самолетов Первой Мировой войны в Америке и Великобритании.  

## Лётно-технические характеристики (JN-4D)

### Технические характеристики
- Экипаж: 2 человека
- Длина: 8,33 м
- Размах крыла: 13,3 м
- Высота: 3,01 м
- Площадь крыла: 32,7 м²
- Масса пустого: 630 кг
- Максимальная взлётная масса: 871 кг
- Масса полезной нагрузки: 241 кг
- Запас топлива: 946 л (до 3×568 л ПТБ)
- Двигатели: 1× поршневой Curtiss OX-5
- Мощность: 1×90 л.с. (67 кВт)

### Лётные характеристики

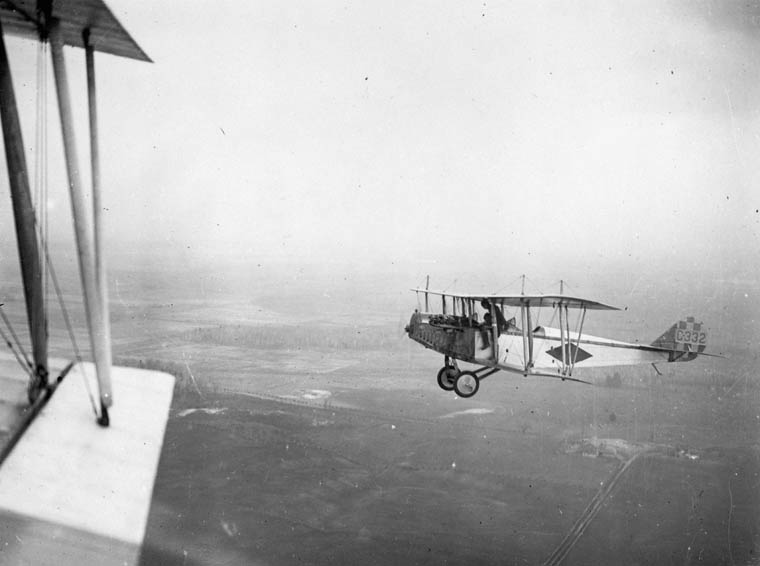
Curtiss JN-4 над Центральным Онтарио, прим. 1918

- Максимальная скорость: 121 км/ч
- Крейсерская скорость: 97 км/ч
- Практический потолок: 2000 м